# William Henry Channing
Pour les articles homonymes, voir William Channing.
William Henry Channing , né le 25 mai 1810 et mort le 23 décembre 1884, est un homme d'église unitarien, écrivain et philosophe. Cet américain prit une part active aux mouvements pour le suffrage des femmes.